# Rhytidothorax callistus
Rhytidothorax callistus är en stekelart som beskrevs av Hayat, Singh och Basha 2002. Rhytidothorax callistus ingår i släktet Rhytidothorax och familjen sköldlussteklar. Inga underarter finns listade i Catalogue of Life.